# Jauk
Jauk je priimek v Sloveniji, ki ga je po podatkih Statističnega urada Republike Slovenije na dan 1. januarja 2010 uporabljalo 127 oseb.

## Znani nosilci priimka
- Franček Jauk, novinar
- Metka Ravnjak Jauk, besedilopiska